# 贝尔特朗布瓦
贝尔特朗布瓦（法語：Bertrambois，法語發音：[bɛʁtʁɑ̃bwa]）是法国默尔特-摩泽尔省的一个市镇，属于吕内维尔区。

## 地理
贝尔特朗布瓦（48°36'19"N, 6°59'10"E）面积18.46 平方千米，位于法国大東部大區默尔特-摩泽尔省，该省份为法国东北部内陆省份，是洛林的一部分，北邻比利时、卢森堡，北起顺时针与摩泽尔省、下莱茵省、孚日省和默兹省接壤。
与贝尔特朗布瓦接壤的市镇（或旧市镇、城区）包括：弗拉凯尔凡、阿蒂尼、拉夫兰博勒、尼德罗夫、沃祖兹河畔锡雷、蒂尔克斯坦-布朗克吕、唐孔维尔、瓦勒和沙蒂永。

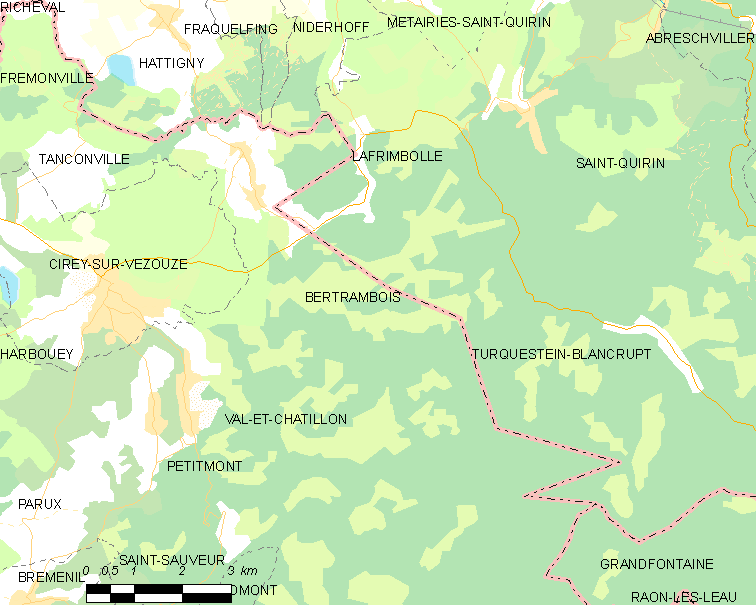
贝尔特朗布瓦的OSM定位图

贝尔特朗布瓦的时区为UTC+01:00、UTC+02:00（夏令时）。

## 行政
贝尔特朗布瓦的邮政编码为54480，INSEE市镇编码为54064。

## 政治
贝尔特朗布瓦所属的省级选区为巴卡拉县。

## 人口

1962-2008年间贝尔特朗布瓦人口变化图示

贝尔特朗布瓦于2022年1月1日时的人口数量为318人。